# 集体户
集体户是中华人民共和国户籍制度下的一种户别，与家庭户相对。集体户中的成员均为同一个机关、团体、学校、企业、事业单位等组织（集体）的成员或居住在该组织的公共宿舍中，集体户的成员不要求像家庭户那样彼此具有血缘、婚姻或收养关系。集体户的成员以其组织所在地址标注个人户口所在地。

## 特点
中华人民共和国除了常用的身份证明证件身份证外，更有户口这一制度。户口除了标注在身份证上外，还有独立的户口本以注明户口所在地及与该户口其它成员的关系。
集体户口即是以集体名义存在的一种户口群体。所谓的“集体”，其中参与的成员之间通常无血缘关系，只有在工作上或政治上的关系。加入此类户口，很多时候是为了获得当地户口，但没有可以迁入的具有私人使用权的房屋，便随着工作调动而迁移户口。
集体户口有集体户口本，通常由工作单位或人才中心保管。每个挂靠户口的人都有一张户口页，平时以活页的形式放在集体户口本中，可以随时放入取出，而本人没有单独的户口本。需要证明户籍时，则需要向工作单位或人才中心索要常住人口登记表（即户口页，往往需要在用完之后返还），或者到户口所在地的公安机关出具证明或单独的常住人口登记卡（个人户口卡，在一定年限内有效）。

## 限制
集体户口与一般有住房作为根据地的户口的一些不同之处，更在于对户口中的参与者的限制。例如直到2010年，部分地区的集体户口的参与者依然无法登记结婚，除非他们购买商品房、自建房屋或投靠亲戚以将户口迁出集体户。考虑到计划生育政策的影响，集体户口的参与者，其后代也无法入户。
一些社会媒体认为应该废除集体户口。2008年部分地区也开始放宽限制。